# Kamilla Cardoso
Pour les articles homonymes, voir Cardoso.
Kamilla Soares Cardoso, née le 30 avril 2001, est une joueuse brésilienne de basket-ball. Elle remporte en 2024 le championnat universitaire de la National Collegiate Athletic Association (NCAA) avec les Gamecocks de la Caroline du Sud et est élue meilleure joueuse de la finale. Elle jouait auparavant pour l'Orange de Syracuse. Elle est draftée en 2024 par le Sky de Chicago.

## Biographie

### Jeunesse
Kamilla Cardoso est originaire de Montes Claros, au Brésil. Au lycée, elle joue au basket-ball pour la Hamilton Heights Christian Academy à Chattanooga dans le Tennessee. En tant que senior, elle récolte en moyenne 24,1 points, 15,8 rebonds et 9,2 contres par match.
Elle est sélectionnée pour participer au McDonald's All-American Game et au Jordan Brand Classic. Classée recrue cinq étoiles et nommée cinquième meilleure joueuse de sa classe d'âge par ESPN, elle s'engage à jouer au basket-ball universitaire pour l'Orange de l'université de Syracuse malgré les offres de l'université du Connecticut, de l'université d'État de l'Ohio, de l'université d'État du Mississippi et de l'université de Caroline du Sud. Elle est la recrue la mieux notée de l’histoire du programme.

### Carrière universitaire
Kamilla Cardoso se retrouve immédiatement dans le cinq majeur de l'équipe de Syracuse. Elle réalise en moyenne 13,6 points, huit rebonds et 2,7 contres par match, devenant ainsi la première joueuse de l'histoire du programme nommée Freshman de l'année en Atlantic Coast Conference (ACC). Elle partage le titre de meilleure défenseuse de l'année de l'ACC avec Lorela Cubaj et est nommée dans première équipe All-ACC par le Blue Ribbon Panel.
À l'issue de la saison, Kamilla Cardoso est transférée en Caroline du Sud. Elle perd son poste de titulaire derrière Aliyah Boston et obtient des moyennes de 5,4 points et 5,1 rebonds par match, aidant son équipe à remporter le championnat national.
Au cours de sa saison junior, elle récolte en moyenne 9,8 points et 8,5 rebonds par match en sortie de banc. Elle est nommée sixième femme de l'année de la Southeastern Conference (SEC) et deuxième équipe All-SEC.
Le 7 avril 2024, Kamilla Cardoso est nommée joueuse par excellence du tournoi de basket-ball de la NCAA après une performance dominante de 15 points et 17 rebonds face aux Iowa Hawkeyes de Caitlin Clark, en finale du  championnat national 2024.

### Carrière professionnelle
Kamilla Cardoso représente le Brésil à l'AmeriCup féminine FIBA 2021 à Porto Rico. Elle récolte en moyenne 9,9 points et huit rebonds par match, aidant ainsi son équipe à remporter la médaille de bronze.
En 2022, elle est nommée MVP du Championnat sud-américain de basket-ball en Argentine, remporté par le Brésil. Elle totalise en moyenne 14,8 points, 11,4 rebonds et 2,6 contres par match dans le tournoi.
Kamilla Cardoso mène le Brésil à la médaille d'or de l'AmeriCup féminine FIBA 2023 au Mexique. Elle est nommée MVP du tournoi avec une moyenne de 10,9 points et 8,3 rebonds par match. Elle enregistré 20 points et 11 rebonds lors de la victoire contre les États-Unis en finale, 69 à 58.